# Ommata guianensis
Ommata guianensis là một loài bọ cánh cứng trong họ Cerambycidae.